# Mikaela Schiller
Mikaela "Mickan" Schiller är en fiktiv person i TV-serien Solsidan. Hon spelas av Josephine Bornebusch.
Mickan är gift med Fredrik ''Fredde'' Schiller, som under första säsongen är Solsidans rikaste man. Hon är mammaledig med deras ettåriga dotter Ebba. Mickan är precis som Fredde beroende av sin status i området, och vill vara "The first lady of Saltis", men har sin väninna Lussan att tävla mot. Lussan och Mickans relation är väldigt tävlingsinfluerad men på ytan låtsas de vara goda vänner och fejkar alltid komplimanger till den andra. Huruvida de är bra vänner i botten framgår inte riktigt.
Mickan är 35 år (2015) och en typisk överklasstjej med blont hår, solbränna, birkinväska och olika former av i-landsproblem. Hon har attityd och får ibland humörsvängningar. Men i grund och botten är hon nog ganska äkta.
Angående hennes relation med maken Fredde vet man inte riktigt. I en episod berättar Fredde hur han friade till Mickan fram och tillbaka i två år, och först efter en helikopterfärd upp till Kebnekaise, svarade hon ja. Relationen verkar nu vara något mer ömsesidig trots att de grälar ibland. De är ganska lika vilket bidrar en hel del. Mickan är den som dominerar hemmet och fattar de flesta besluten, medan Fredde drar in pengarna. Något som Fredde i åtskilliga episoder har problem med.
Favoritbutiken är Nathalie Schuterman där hon ofta shoppar med väninnan Lussan. I säsong 2 visar hon prov på sin något bitchiga attityd genom att snäsa av expediten när hon säger att man kan prova med att "Det hade jag gärna gjort om inte provrummen var så fruktansvärt små att man får klaustrofobi!" Mickan tränar mycket regelbundet för att hålla sig i form. 
I säsong två återvänder en annan av Freddes barndomskamrater till Saltis, och visar sig vara tillsammans med Lussan, han visar sig även vara rikare än Fredde.
Mickan är den typiska sinnebilden av en lattemamma och lyxhustru men också, i sin ängslighet för vad andra ska tycka, någon som "vanliga" människor kan identifiera sig med.